# USB On-The-Go

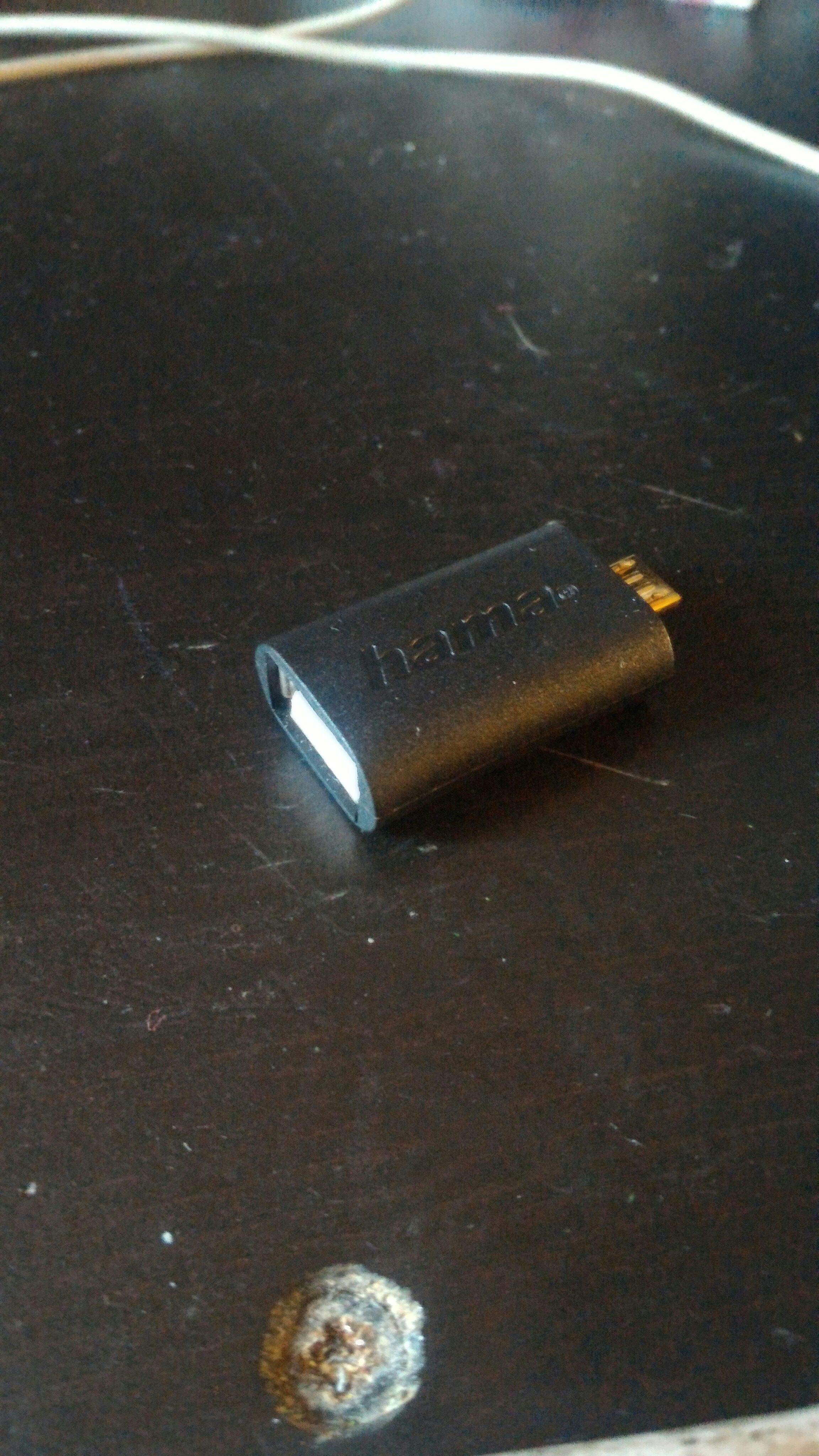
USB On-The-Go

Az USB On-the-Go, rövidítve USB OTG vagy OTG egy olyan szabvány, amely lehetővé teszi, hogy USB-készülékek, például táblagépek, illetve okostelefonok úgy viselkedjenek, mint egy gazdagép, lehetővé téve, hogy más USB-eszközöket, például pendrive-ot, digitális fényképezőgépet, egeret vagy billentyűzetet lehessen csatolni hozzájuk. Az USB OTG használata lehetővé teszi, hogy oda-vissza lehessen váltani a master és a slave funkció között. Például egy mobiltelefon tud adathordozót (pl. pendrive-ot) írni-olvasni mint gazdaeszköz, de ő maga is lehet adathordozó egy számítógéphez csatlakoztatva.
Amikor két USB-eszköz csatlakozik egymáshoz, és az egyik egy USB-OTG-készülék, kommunikációs kapcsolat jön létre közöttük. A kapcsolatot vezérlő készülék a master (gazdagép), míg a másik az úgynevezett slave, azaz periféria.
Az USB OTG két szerepet határoz meg az eszközök számára: OTG A és OTG B készülék, ami meghatározza, hogy melyik oldal biztosítja a tápfeszültséget, és hogy melyik lesz kezdetben a gazdagép. Az OTG A készülék az áramszolgáltató, az OTG B készülék pedig a fogyasztó. Az alapértelmezett konfigurációban az A készülék működik USB-hostként, a B készülék pedig mint egy USB-periféria. A gazda- és perifériás módok cserélhetők később a Host Negotiation Protocol (HNP) segítségével.
Az egyes eszközök kezdeti szerepét az határozza meg, hogy milyen csatlakozót dugnak a micro USB-foglalatukba (a csatlakozókban levő érintkezők hiánya vagy megléte, illetve bekötése által).

## Fordítás
Ez a szócikk részben vagy egészben  az   USB On-the-Go című angol Wikipédia-szócikk ezen változatának fordításán alapul.  Az eredeti cikk szerkesztőit annak laptörténete sorolja fel. Ez a jelzés csupán a megfogalmazás eredetét és a szerzői jogokat jelzi, nem szolgál a cikkben szereplő információk forrásmegjelöléseként.